# Ferrotitanowodginita
La ferrotitanowodginita és un mineral de la classe dels òxids que pertany al grup de la wodginita. El seu nom reflecteix la seva composició química, ferro (ferro) i titani (titano), i la seva relació amb la wodginita.

## Característiques
La ferrotitanowodginita és un òxid de fórmula química Fe²⁺TiTa₂O₈. Cristal·litza en el sistema monoclínic. La seva duresa a l'escala de Mohs és 5,5.
Segons la classificació de Nickel-Strunz, la ferrotitanowodginita pertany a «04.DB - Metall:Oxigen = 1:2 i similars, amb cations de mida mitjana; cadenes que comparteixen costats d'octàedres» juntament amb els següents minerals: argutita, cassiterita, plattnerita, pirolusita, rútil, tripuhyita, tugarinovita, varlamoffita, byströmita, tapiolita-(Fe), tapiolita-(Mn), ordoñezita, akhtenskita, nsutita, paramontroseïta, ramsdel·lita, scrutinyita, ishikawaïta, ixiolita, samarskita-(Y), srilankita, itriocolumbita-(Y), calciosamarskita, samarskita-(Yb), ferberita, hübnerita, sanmartinita, krasnoselskita, heftetjernita, huanzalaïta, columbita-(Fe), tantalita-(Fe), columbita-(Mn), tantalita-(Mn), columbita-(Mg), qitianlingita, magnocolumbita, tantalita-(Mg), ferrowodginita, litiotantita, litiowodginita, titanowodginita, wodginita, wolframowodginita, tivanita, carmichaelita, alumotantita i biehlita.

## Jaciments
La ferrotitanowodginita va ser descoberta a la pegmatita La Viquita, a la Sierra de la Estranzuela, on també ha estat descrita a la mina San Elías (Província de San Luis, Argentina). L'altre país on ha estat trobada és el Canadà.